# 후리카케
후리카케(일본어: 振り掛け)는 흔들다라는 뜻의 ‘후리’와 덮다, 뿌리다라는 뜻의 ‘가케’가 합쳐져 만들어진 단어로, 어분(魚粉)•김•깨•소금 등을 섞어서 만든 가루 모양의 식품을 일컫는다.

## 역사
후리카케는 일본군의 전투식량으로 쓰기 위해 만들어진 식품이다. 전쟁 당시에는 일본인들의 주식이었던 생선을 바다에서 멀리 떨어진 대륙까지 운반하기 힘들었기 때문에, 일본은 조미료와 비슷한 형태의 휴대가 용이하고 맛도 있는 후리카케를 만들었다. 이것이 처음으로 현재의 모습을 갖추게 된 것은 러일전쟁 당시였으며, 그 이후 태평양 전쟁을 치를 때까지도 전투식량으로 사용되었다. 전쟁 이후에는 대중들 사이에서 큰 인기를 얻었고, 현재의 매우 보편적인 식품으로 자리 잡게 되었다.

## 요리과정
재료로는 채소나 해조류, 깨, 김, 소금 등이 필요하다. 재료를 잘게 다진 후 프라이팬에 올려 약한 불에서 살짝 볶아준다. 이 때 프라이팬에 기름은 두르지 않고 프라이팬 위 재료들을 살살 저어주면서 수분이 날아갈 때까지 볶는다. 다 볶은 재료는 체에 올려 2-3시간 정도 말린 후, 분쇄기에 넣어 곱게 간다. 이것이 완성되면 개인의 식성에 따라 재료를 선택적으로 섞고, 깨, 김, 소금 등을 같이 넣어도 좋다.

## 용도
후리카케는 기본적으로 밥 반찬처럼 밥 위에 뿌려서 먹으나, 볶음밥, 주먹밥을 만들 때 양념으로도 자주 쓰인다. 밥 위에 후리카케를 뿌린 후 그 위에 뜨거운 녹차를 부어 오차즈케처럼 먹기도 하며, 국, 수프 등 다양한 음식에 간을 더하고 싶을 때 사용하는 경우도 있다.

## 종류
종류는 맛으로 나뉘고, 천차만별로 정말 다양하다. 가장 보편적으로는 연어, 가다랑어, 새우, 문어, 김, 가츠오부시 맛 등이 있고, 영양소를 더한 어린이용 제품도 많다.

## 다른 나라의 후리카케

### 한국의 후리카케
한국에서는 후리카케를 보통 참기름 혹은 들기름을 뿌려 같이 비벼 먹는다. 한국에서 후리카케는 70년대에 ‘도시락 다시다’라는 이름으로 처음 출시되었다. 이후 90년대에는 ‘뿌비또(“뿌리고, 비비고, 또 먹고”를 줄여서 만든 이름)’와 ‘보크라이스’라는 제품이 비슷한 시기에 출시되었는데, 그 중 ‘보크라이스’는 원래 밥에 뿌려 먹는 후리카케와는 조금 달리 볶음밥 양념의 용도로 쓰였다. 2010년도에 들어서서는 CJ회사의 ‘밥이랑’이라는 제품이 인기를 끌고 있다. 한국에서는 후리카케를 얹은 밥에 보통 참기름 혹은 들기름을 뿌려 같이 먹으며, 누룽지, 죽, 비빔국수, 달걀말이, 달걀찜, 볶음밥 등 다양한 음식에 넣어 먹기도 한다.